# Eines Tages jetzt oder warum verändert Elisabeth Schleifenbaum ihr Leben
Eines Tages jetzt oder warum verändert Elisabeth Schleifenbaum ihr Leben ist eine längere Erzählung der aus Bulgarien stammenden deutschsprachigen Schriftstellerin Rumjana Zacharieva, die 1987 im Paul List Verlag veröffentlicht wurde.

## Handlung
Das inzwischen 81 Jahre alte Fräulein Elisabeth Schleifenbaum lebt allein im Haus ihrer Eltern inmitten einer rheinischen Kleinstadt. Dort erreicht die bescheidene und weitgehend bedürfnislose Katholikin das wenige, was sie benötigt, ohne eine Straße überqueren zu müssen. Ihre einzigen einseitigen Gespräche führt sie mit ihrem Wellensittich und dem Papst. Aus dem Fernsehen bezieht sie ihre Informationen über die Außenwelt. Ein Bericht über die atomare Bedeutung deutet sie gemäß ihren eigenen Wertvorstellungen und ist daher verängstigt. Daraus entspringt ihre Idee eines Atombunkers, der unbedingt gebaut werden muss.
Obwohl ihr Leben bereits außerhalb von Zeit und Realität stattfindet, mündet es daher vor seinem Ende noch einmal in absurde und groteske Verwicklungen, die alle Elemente einer Tragikomödie besitzen. Denn bei dem Versuch dieses Ziel zu erreichen, schießt sie über dieses weit hinaus, indem sie zwei Mädchen zu sich lockt, um sie zu „retten“. Diese Kindesentführung wird zwar von der Polizei gelöst, aber die alte Frau erhängt sich selbst in dem Bewusstsein, dass ihr letztes Ankämpfen gegen „das Ende“ seinen Sinn nicht erfüllt hat.

## Ausgaben
- Rumjana Zacharieva: Eines Tages jetzt oder warum verändert Elisabeth Schleifenbaum ihr Leben. Paul List Verlag, München 1987, 199 S., ISBN  3-471-79209-0
- Rumjana Zacharieva: Eines Tages jetzt oder warum verändert Elisabeth Schleifenbaum ihr Leben. Fischer Taschenbuch Verlag, Frankfurt am Main 1995, ISBN 978-3596123216

## Hintergrund
Bei der Beschreibung ihrer eigenen Schreibwerkstatt hebt die Autorin diese Erzählung gewissermaßen als Meilenstein hervor.

## Rezensionen
- Anne Rose Katz: Langsam wid ma alles loss. Deutsches Erzähldebüt der Bulgarin Rumana Zachrieva. In: Süddeutsche Zeitung, 25. November 1987.
- Günter Radtke: Das alte Fräulein und der Bunker. Zum Prosa-Debüt der Lyrikerin Rumjana Zacharieva:  „Eines Tages jetzt...“. In: Stuttgarter Zeitung, 2. Januar 1988.